# Nitrianske Pravno
Nitrianske Pravno este o comună slovacă, aflată în districtul Prievidza din regiunea Trenčín, pe malul râului Nitra. Localitatea se află la altitudinea de 354 m deasupra n.m., se întinde pe o suprafață de 31,2 km2 și în 2017 număra 3.250 de locuitori.

## Istoric
Localitatea Nitrianske Pravno este atestată documentar din 1393.

## Demografie
| An:                | 1994 | 2004   | 2014   | 2024   |
| ------------------ | ---- | ------ | ------ | ------ |
| Număr de persoane: | 3016 | 3175   | 3203   | 3077   |
| Diferență:         |      | +5,27% | +0,88% | −3,93% |

| An:                | 2023 | 2024   |
| ------------------ | ---- | ------ |
| Număr de persoane: | 3111 | 3077   |
| Diferență:         |      | −1,09% |